# Било једном у Београду
Било једном у Београду је четврти студијски албум српског рок музичара Велибора Боре Миљковића, познатијег као Тони Монтано.

## Опште информације
Албум је објављен 1993. године под окриљем издавачке куће ПГП РТС, а на њему се налази осам песама.
Гости на албуму били су Дејан Јелисавчић Јелфан, Душан Јаничијевић Дуца, Дејан Петровић Декси и Александар Ераковић Ера на вокалима, док је Емилио Хорхес био на бас гитари. Аранжман за албум радио је З. Адамовић.
Албум је објављен на аудио касети и ЛП издању.

## Списак песама
На албуму се налазе следеће песме :
| №               | Назив                        | Трајање |  |
| 1.              | Волим само себе              | 3:43    |  |
| 2.              | Више се не враћај            | 3:18    |  |
| 3.              |                              | 3:00    |  |
| 4.              | Како је спавати са девојком? | 2:55    |  |
| 5.              | Ми смо шампиони              | 4:00    |  |
| 6.              | Ован и рак                   | 4:10    |  |
| 7.              | Девојке су увек криве за све | 3:30    |  |
| 8.              | Одлазиш (1984-1990)          | 5:25    |  |
| 9.              | 10 година                    | 4:30    |  |
| Укупно трајање: | Укупно трајање:              | 35:05   |  |